# Banara umbraticola
Banara umbraticola là một loài thực vật có hoa trong họ Liễu. Loài này được Arechav. mô tả khoa học đầu tiên năm 1899.